# 4721 Atahualpa
4721 Atahualpa este un asteroid din centura principală, descoperit pe 29 septembrie 1973 de Cornelis van Houten și Tom Gehrels.